# 2025년 이스탄불 지진
2025년 이스탄불 지진은 2025년 4월 23일 오후 12시 49분(현지 시각)에 튀르키예 테키르다주의 이스탄불 인근 마르마라에렐리시 동남쪽 마르마라해 해역에서 발생한 규모 Mw6.2의 지진이다. 이 지진으로 총 1명이 사망하고 359명의 부상자가 발생했으며 마르마라 지역 전역에서 여러 피해가 발생했다.

## 지질학적 환경
북아나톨리아 단층(NAFZ)는 약 1,200 km 길이의 우수향 주향이동단층이다. 이 단층대는 이스탄불 인근 사로스만부터 튀르키예 동부의 칼르오바 삼중합점까지 이어진다. 단층대는 아나톨리아 동부에서 약 1,300만~1,100만년 전에 형성되어 아나톨리아 서쪽을 향해 발달했다. 약 20만년 전 마이오세 말기에 다소 넓은 지역에서 전단 관련 움직임이 시작되었지만 마르마라해 인근까지 단층대가 발달했다..
북아나톨리아 단층대에서 마지막으로 발생한 대지진으로 1999년 8월 17일과 11월 12일에 발생한 M7.6의 이즈미트 지진, M7.2의 뒤즈제 지진이 있다. 2022년 11월에도 규모 M6.1의 뒤즈제 지진이 발생했다.
많은 지진학자들은 2030년 전에 이스탄불 인근에서 규모 M7.0 이상의 지진이 발생할 가능성이 매우 높으며, 특히 마르마라해 인근의 북아나톨리아 단층의 파열로 일어날 가능성이 높다고 지적한다.

## 지진
미국 지질조사국(USGS)은 이번 지진의 규모를 모멘트 규모 기준 Mww6.2라고 분석했다. 진앙은 마르마라해 해역으로 테키르다주 마르마라에렐리시에서 동남쪽으로 21 km, 이스탄불에서 서남쪽으로 73 km 떨어진 해역이다. 지진으로 흔들린 시간은 약 13초이다. 2023년 튀르키예-시리아 지진 이후 튀르키예에서 발생한 가장 큰 규모의 지진이자 1999년 뒤즈제 지진 이후 북아나톨리아 단층에서 일어난 가장 큰 규모의 지진, 1999년 이즈미트 지진 이후 마르마라해 해역에서 발생한 가장 큰 규모의 지진이다.
지진의 진도는 수정 메르칼리 진도 계급 기준 최대 VIII를 기록했다. 미국 지질조사국의 PAGER 서비스에 따르면 최대 진도를 느낀 사람은 41,000명에 달한다. 또한 진도 VII를 느낀 사람은 638,000명으로 촐루와 에세니우르트에 집중되었다. 진도 VI를 느낀 사람은 368만명 정도로 이스탄불 서쪽 지역 대부분이 포함되었으며 이스탄불 시내에서는 진도 V의 흔들림이 관측되었다. 튀르키예 부르사, 그리스 에브로스현, 불가리아 부르가스와 얌볼에서 최대진도 IV가 관측되었다. 그 외에 가지안테프, 루마니아 부쿠레슈티, 불가리아 소피아에서도 지진의 흔들림이 느껴졌다.
4월 25일 기준 260차례 이상의 여진이 감지되었으며 이 중 최대 규모 여진은 13시 2분과 15시 12분 일어난 규모 Mw5.0의 두 차례 지진이다. 지진으로 작은 규모의 지진해일도 발생해 에르데크에서 최대 6 cm, 에셍쾨이에서 최대 4 cm, 실리브리에서 최대 3 cm의 쓰나미를 관측했다.

## 피해
지진으로 우즈베크인 1명이 심장마비로 사망했다. 또한 이스탄불에서 236명, 사카리아주에서 40명, 테키르다주에서 28명, 코자엘리주에서 23명, 얄로바주에서 21명, 부르사주에서 11명 등 튀르키예 전역에서 최소 359명이 부상을 입었다. 건물 최소 2,928채가 피해를 입었으며 이스탄불 일부 지역에서 일부 모바일 네트워크 연결이 끊겼으며 이스탄불 유럽 쪽 방면은 피해의 80%가 발생했다. 특히 에세니우르트에서는 건물 539채가 피해를 입었다. 파티흐에서는 방치된 3층짜리 건물이 지진으로 붕괴되었다. 실리브리에서도 4층 건물이 피해를 입었고 뷔윅체크메제에서는 건물 지붕이 붕괴되었고 바크르쾨이에서는 3층 건물이 부분 붕괴되었다. 또한 테키르다에서 61채, 코자엘리와 부르사주에서 각각 28채, 얄로바에서 3채의 건물이 손상되었다.

## 대응
이스탄불에서 1,443명, 차량 250대, 구조견 18마리 등 마르마라 지역에서 최소 3,597명의 구조 인력이 파견되었다. 교육부 장관 유수프 테킨은 이스탄불과 테리크다주에서 4월 24일에서 25일까지 임시 휴교하겠다고 발표했다. 파티흐의 공원과 셰흐자데 모스크를 포함해 여러 모스크를 포함한 장소가 야간 대피소로 전환되었다. 내무부 장관 알리 옐리카야는 지진으로 대피소에 약 10만명이 밤을 샜다고 발표했다.

## 같이 보기
- 2025년 지진
- 튀르키예의 지진 목록
- 2019년 이스탄불 지진
- 1766년 마르마라 지진
- 1766년 이스탄불 지진
- 1894년 이스탄불 지진
- 2023년 튀르키예-시리아 지진